# فيليب بينكو
فيليب بينكو (بالسويدية: Filip Benko)‏ هو ممثل سويدي، ولد في 4 مارس 1986 بستوكهولم في السويد.

## وصلات خارجية
- فيليب بينكو على موقع IMDb (الإنجليزية)
- فيليب بينكو على موقع ألو سيني (الفرنسية)
- فيليب بينكو على موقع أول موفي (الإنجليزية)
- فيليب بينكو على موقع قاعدة بيانات الأفلام السويدية (السويدية)
- فيليب بينكو على موقع كينوبويسك (الروسية)